# Międzynarodowe Seminarium Świętego Piusa X
Międzynarodowe Seminarium Świętego Piusa X (fr. Séminaire International Saint-Pie-X) – seminarium duchowne Bractwa Kapłańskiego Świętego Piusa X w Écône, w kantonie Valais w (Szwajcarii). Jest jednym z 6 domów należących do Bractwa (i najważniejszym), w których odbywa się formowanie przyszłych kapłanów. Przeznaczone jest (przede wszystkim) dla seminarzystów francuskojęzycznych, którzy studiują filozofię i teologię. Jego działalność zainicjował w 1970 arcybiskup Marcel Lefebvre.

## Zarys historyczny
31 maja 1968 roku pięciu przyjaciół kupiło dom w Ecône od zgromadzenia Kanoników Regularnych Wielkiego Świętego Bernarda, aby zachować jego powołanie zakonne. Dwa lata później dom ten został ofiarowany arcybiskupowi Marcelowi Lefebvre (przyszłemu założycielowi Bractwo Kapłańskiego Świętego Piusa X) w celu przeznaczenia na nowe seminarium duchowne. Obdarowany przyjął dar po uzyskaniu zgody miejscowego biskupa, ks. Nestora Adama (1903–1990). Już na początku roku szkolnego 1970/1971 seminarium było w stanie przyjąć nowych kandydatów do kapłaństwa.
Abp Lefebvre zmarł 25 marca 1991 r. 2 kwietnia odbył się uroczysty pogrzeb kapłana. Tego samego dnia jego szczątki umieszczono w podziemiach seminarium w Écône. Blisko 30 lat później, 24 września 2020 r., zostały przenesione ze skarbca seminarium do krypty kościoła Niepokalanego Serca Maryi.

## Kościół Niepokalanego Serca Maryi w Écône
Na terenie seminarium znajduje się Kościół Niepokalanego Serca Maryi, który został otwarty 10 października 1998 r. Przez wiele lat msze święte były odprawiane przed tymczasowym, drewnianym ołtarzem. 28 czerwca 2012 r. Przełożony Generalny Bractwa Kapłańskiego św. Piusa X (FSSPX), bp Bernard Fellay, dokonał poświęcenia kościoła i konsekracji nowego, kamiennego ołtarza. 

## Fotogaleria

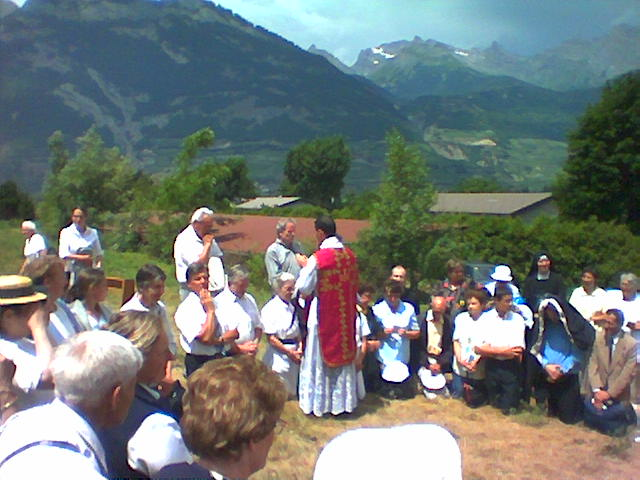
Kapłan udzielający błogosławieństwa po święceniach w Międzynarodowym Seminarium św. Piusa X w Écône
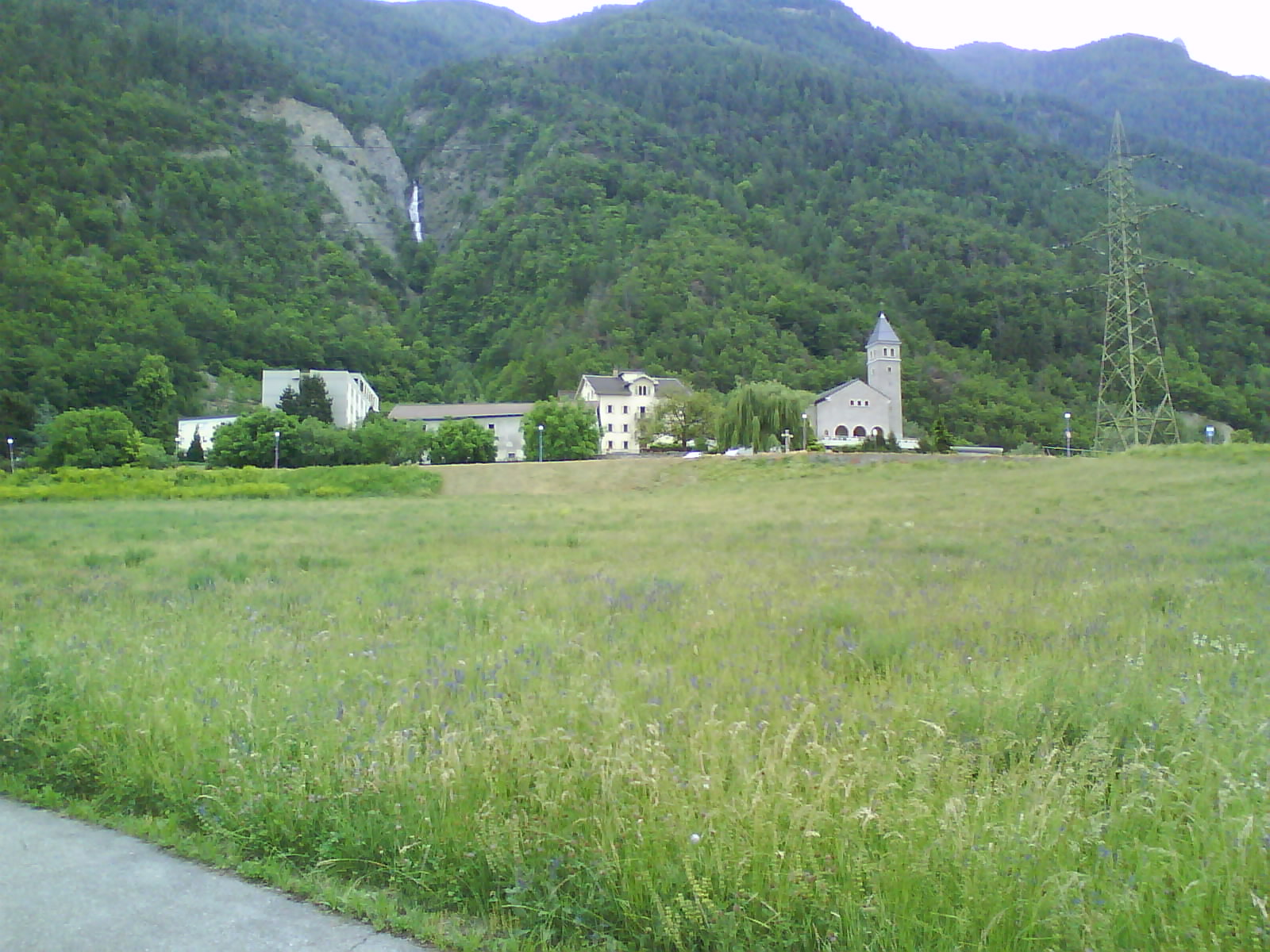
Międzynarodowe Seminarium św. Piusa X w Écône. W tle – góry.
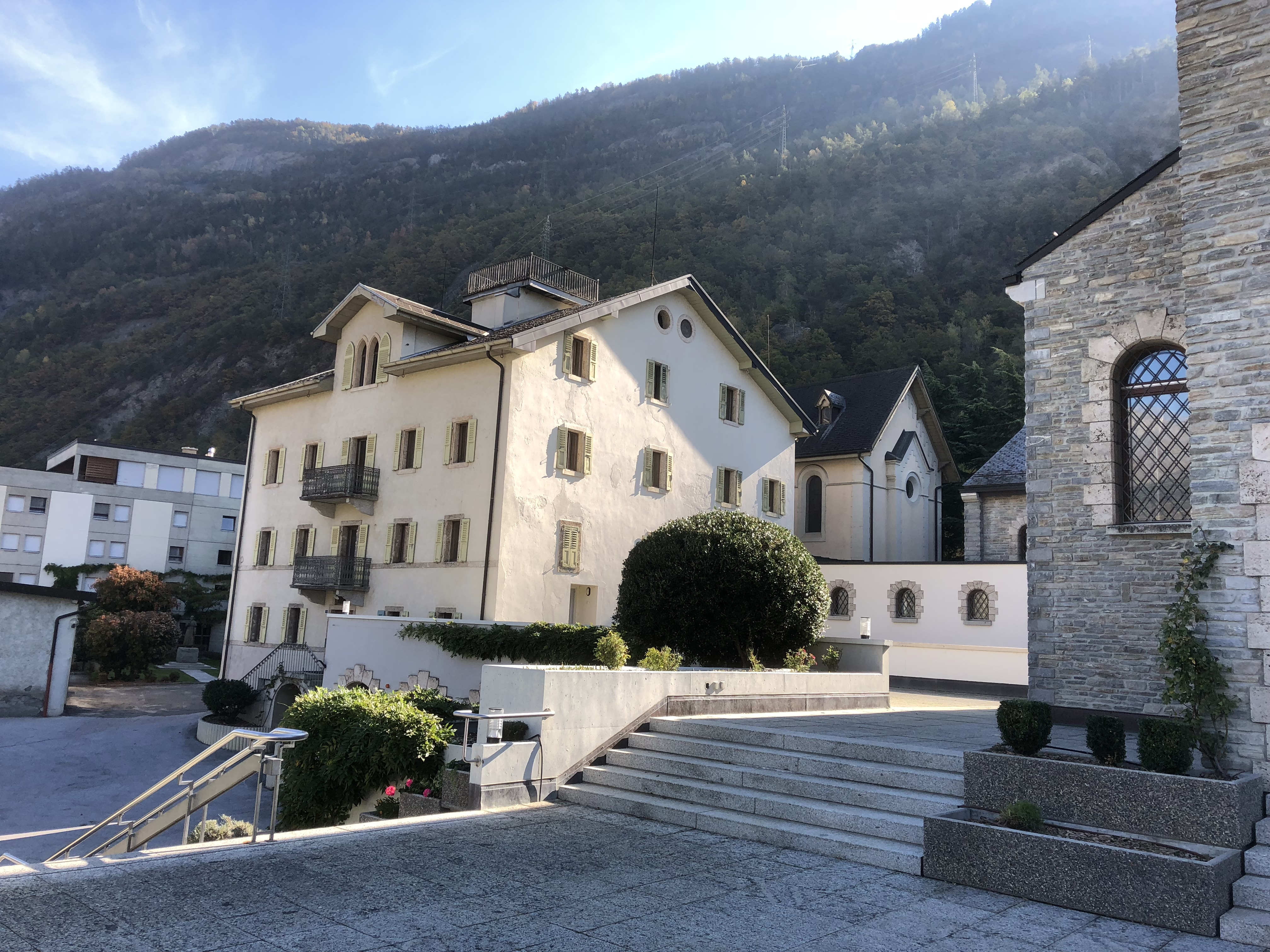
Międzynarodowe Seminarium św. Piusa X w Écône – budynek administracyjny
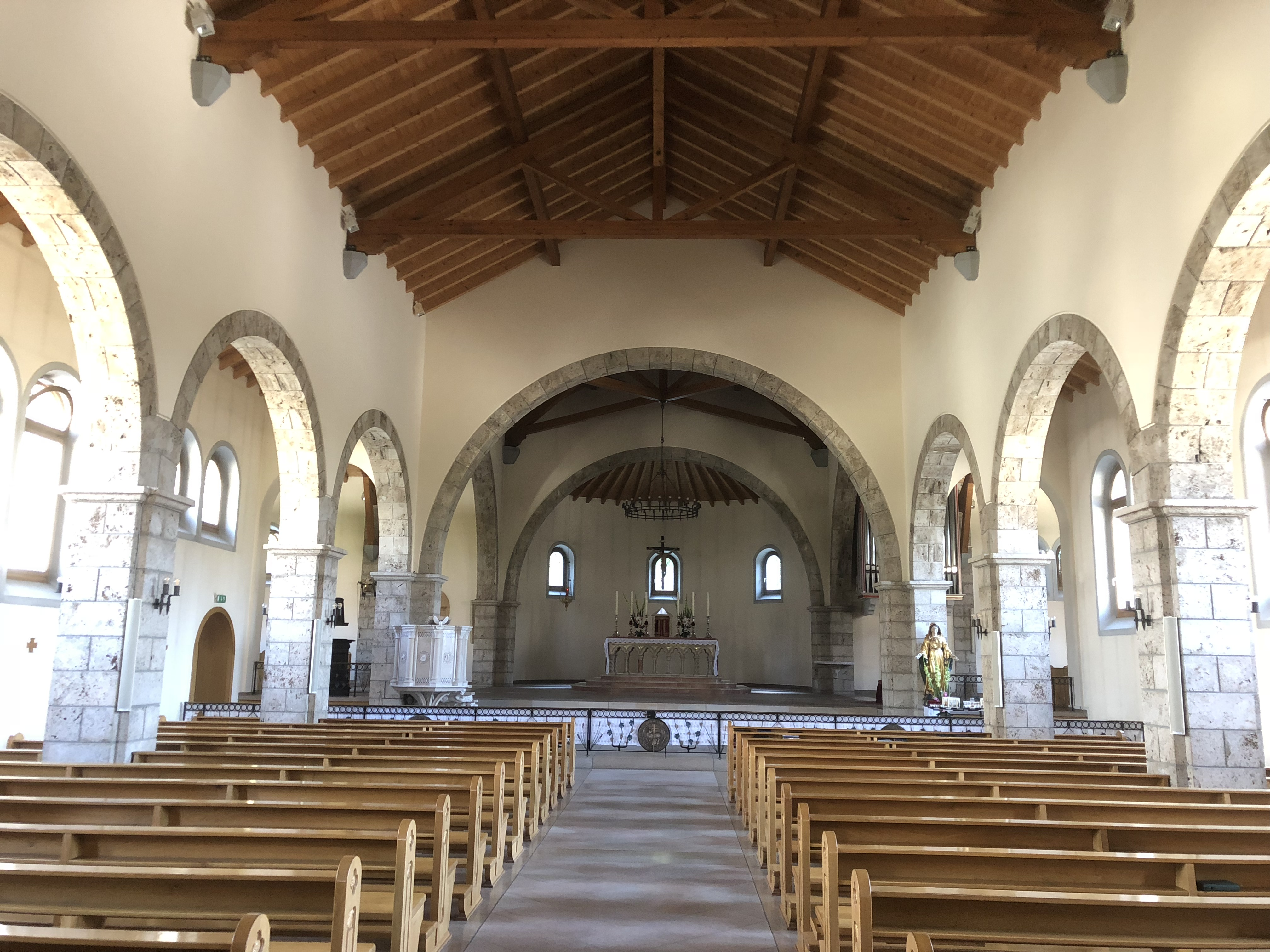
Wnętrze kościoła Niepokalanego Serca Maryi (na terenie Międzynarodowego Seminarium św. Piusa X) w Écône
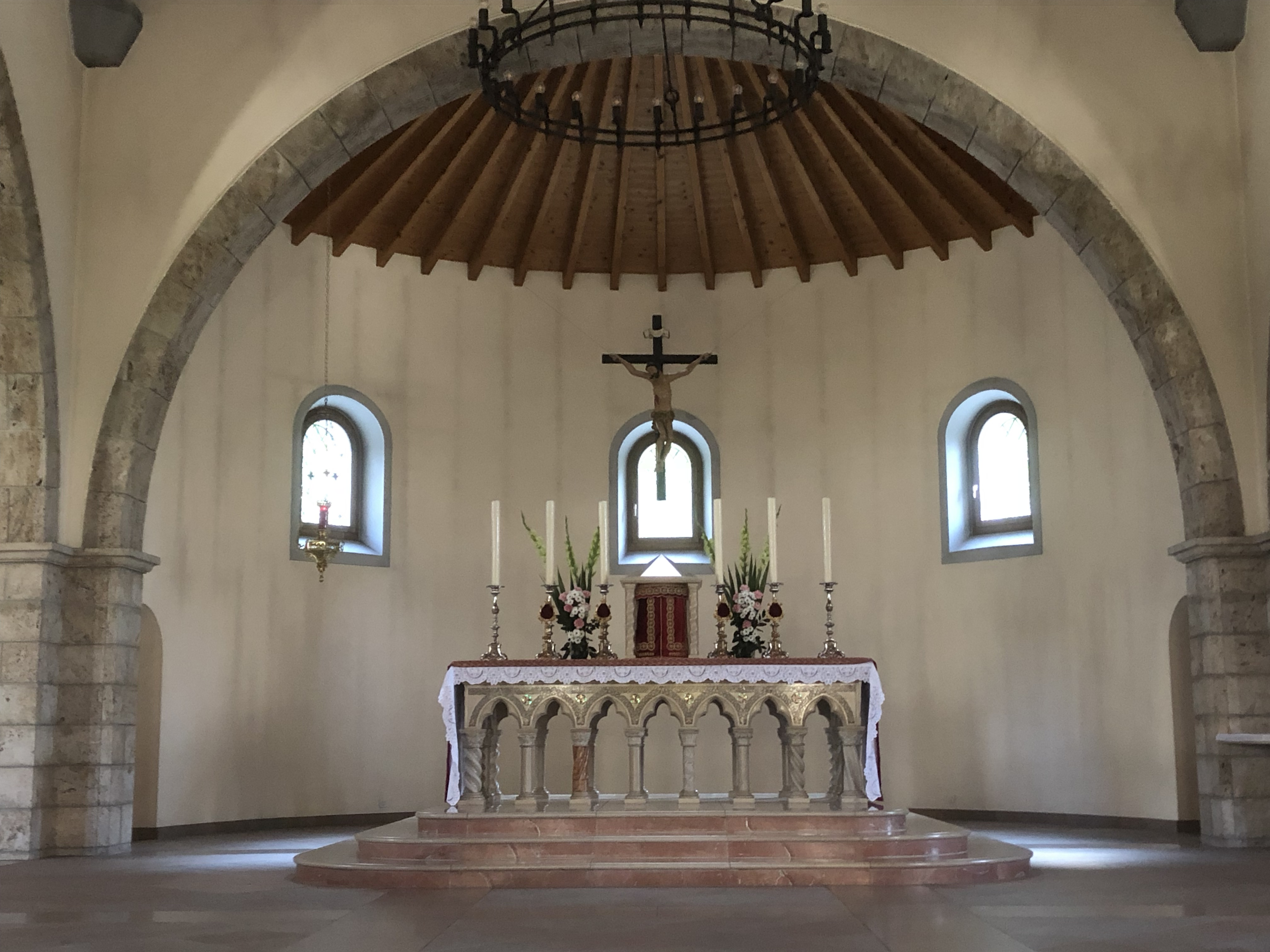
Kościół Niepokalanego Serca Maryi w Écône – ołtarz
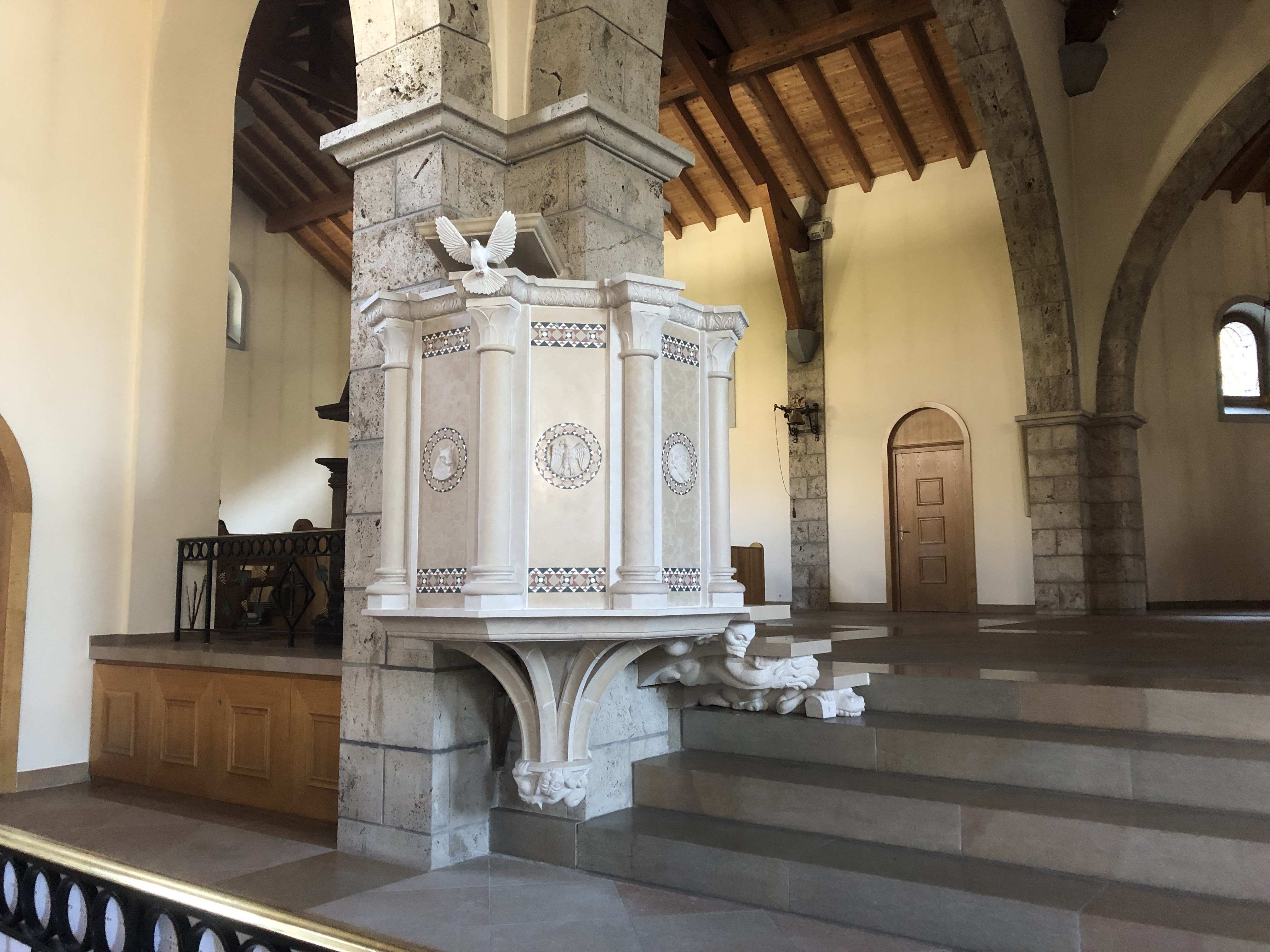
Kościół Niepokalanego Serca Maryi w  – ambona